# Баффало (округ, Вісконсин)
Шаблон:StateAbbr_ 44°23′ пн. ш. 91°45′ зх. д. / 44.38° пн. ш. 91.75° зх. д.
 Баффало (англ. Buffalo County) — округ (графство) у штаті Вісконсин. Ідентифікатор округу 55011.

## Історія
Округ утворений 1853 року.

## Демографія
За даними перепису
2000 року
загальне населення округу становило 13804 осіб, усе населення сільське.
Серед мешканців округу чоловіків — 6926, а жінок — 6878. В окрузі було 5511 домогосподарств, 3783 родин, які мешкали в 6098 будинках.
Середній розмір родини становив 3,01.
Віковий розподіл населення поданий у таблиці:
| Стать    | До 15 років | 15-21 | 22-29 | 30-39 | 40-49 | 50-65 | 65-85 | Понад 85 |
| -------- | ----------- | ----- | ----- | ----- | ----- | ----- | ----- | -------- |
| Чоловіки | 1370        | 665   | 568   | 994   | 1159  | 1151  | 925   | 94       |
| Жінки    | 1401        | 595   | 542   | 929   | 1040  | 1077  | 1088  | 206      |

## Суміжні округи
- Пепін — північ
- О-Клер — північний схід
- Тремполо — схід
- Вінона, Міннесота — південь
- Вобаша, Міннесота — захід

## Виноски
1. ↑  U.S. Decennial Census. United States Census Bureau. Архів оригіналу за 12 квітня 2013. Процитовано 2 серпня 2015.
2. ↑  Historical Census Browser. University of Virginia Library. Архів оригіналу за 11 серпня 2012. Процитовано 2 серпня 2015.
3. ↑  Forstall, Richard L., ред. (27 березня 1995). Population of Counties by Decennial Census: 1900 to 1990. United States Census Bureau. Архів оригіналу за 18 липня 2015. Процитовано 2 серпня 2015.
4. ↑  Census 2000 PHC-T-4. Ranking Tables for Counties: 1990 and 2000 (PDF). United States Census Bureau. 2 квітня 2001. Архів оригіналу (PDF) за 18 грудня 2014. Процитовано 2 серпня 2015.
5. ↑  State & County QuickFacts. United States Census Bureau. Архів оригіналу за 7 липня 2011. Процитовано 17 січня 2014.(англ.) Наведено за англійською вікіпедією.
6. ↑  American FactFinder. Бюро перепису населення США. Архів оригіналу за 26 лютого 2012. Процитовано 31 січня 2008. [Архівовано 2008-05-21 у Wayback Machine.]

| США | Це незавершена стаття з географії США. Ви можете допомогти проєкту, виправивши або дописавши її. |